# Sebastiania cruenta
Sebastiania cruenta är en törelväxtart som först beskrevs av Paul Carpenter Standley och Julian Alfred Steyermark, och fick sitt nu gällande namn av Faustino Miranda. Sebastiania cruenta ingår i släktet Sebastiania och familjen törelväxter. Inga underarter finns listade i Catalogue of Life.